# 奥斯卡最佳纪录片奖
奥斯卡最佳纪录片奖（英語：Academy Award for Best Documentary Feature）是奥斯卡金像奖的其中一个奖项，每年由美国电影艺术与科学学会颁发给该年度最杰出的纪录片。在1941年第14屆頒獎典禮上，英國情報部製作的紀錄片《今晚的目標》獲頒奧斯卡榮譽獎；隔年（第15屆奧斯卡金像獎）便首度設立最佳紀錄片專獎，並授與四部影片並列最佳紀錄片，創下奧斯卡的紀錄。此後便維持每屆僅頒發一部最佳紀錄長片的傳統（除1946年未設立該獎項、1986年第59屆有兩部紀錄片並列獲獎）。

## 1940年代
1942年，奥斯卡奖设有纪录片种类，25个提名，4个获奖纪录片。
- 1942 - 四部获奖:
  - 《中途岛战役（英语：The Battle of Midway (1942 documentary)）》（The Battle of Midway）
  - 《科科达前线》（Kokoda Front Line!）
  - 《莫斯科反击战》（Moscow Strikes Back）
  - 《战争序幕》（Prelude to War）
    - 《非洲：胜利序幕》（Africa, Prelude to Victory）
    - 《战地报道》（Combat Report）
    - 《征服时钟》（Conquer by the Clock）
    - 《覆盖半球的谷物》（The Grain That Built a Hemisphere）
    - 《农夫布朗》（Henry Browne, Farmer）
    - 《超越边界》（High Over the Borders）
    - 《东方大赌注》（High Stakes in the East）
    - 《中国的战争》（Inside Fighting China）
    - 《全民战争》 （It's Everybody's War）
    - 《聆听英国》（Listen to Britain）
    - 《小比利时》（Little Belgium）
    - 《自由小岛》（Little Isles of Freedom）
    - 《长舌先生》（Mr. Blabbermouth）
    - 《格迪尼亚·琼小姐》（Mr. Gardenia Jones）
    - 《新精神》（The New Spirit）
    - 《胜利的代价》（The Price of Victory）
    - 《船舰诞生记》（A Ship Is Born）
    - 《21英里》（Twenty-One Miles）
    - 《吾辈永生》（We Refuse to Die）
    - 《白隼》（The White Eagle）
    - 《长胜之翼》（Winning Your Wings）
- 1943 - 《沙漠胜利》（Desert Victory）
  - 《战火洗礼》（Baptism of Fire）
  - 《我们为何而战之苏联为国战》（The Battle of Russia）
  - 《阿留申群岛战役报告》（Report from the Aleutians）
  - 《部门报告》（War Department Report）
- 1944 - 《女鬥士》（The Fighting Lady）
  - 《抵抗敵人的審訊》（Resisting Enemy Interrogation）
- 1945 - 《真正的光榮》（The True Glory）
  - 《最後的轟炸》（The Last Bomb）
- 1946 - 未設立獎項
- 1947 - 《死亡设计》（Design for Death）
  - 《醫學之旅》（Journey into Medicine）
  - 《富裕的世界》（The World Is Rich）
- 1948 - 《秘密之地》（The Secret Land）
  - 《沉默的人（英语：The Quiet One (film)）》（The Quiet One）
- 1949 - 《烏迪的破曉》（Daybreak in Udi）
  - 《健二回家》（Kenji Comes Home）

## 1950年代
- 1950 - 《泰坦：米开朗基罗的故事》（The Titan: Story of Michelangelo）
  - 《他們的雙手（英语：With These Hands (film)）》（With These Hands）
- 1951 - 《康提基號》（Kon-Tiki）
  - 《我曾是FBI的共產黨員》（I Was a Communist for the FBI）
- 1952 - 《環繞我們的海洋（英语：The Sea Around Us (film)）》（The Sea Around Us）
  - 《霍克斯特》（The Hoaxters）
  - 《納瓦荷（英语：Navajo (film)）》（Navajo）
- 1953 - 《沙漠奇观》（The Living Desert）
  - 《征服珠峰》（The Conquest of Everest）
  - 《女皇加冕记》（A Queen Is Crowned）
- 1954 - 《消失的草原》（The Vanishing Prairie）
  - 《斯特拉特福歷險記》（The Stratford Adventure）
- 1955 - 《海倫·凱勒的故事》（Helen Keller in Her Story）
  - 《凱夫科厄（英语：Crèvecoeur (film)）》（Crèvecoeur）
- 1956 - 《無聲世界》（The Silent World）
  - 《冰山漂浮的地方》（Where Mountains Float）
  - 《裸眼（英语：The Naked Eye (1956 film)）》（The Naked Eye）
- 1957 - 《史懷哲（英语：Albert Schweitzer (film)）》（Albert Schweitzer）
  - 《在波威》（On the Bowery）
  - 《鬥牛士（英语：Torero (film)）》（Torero）
- 1958 - 《白色荒野》（White Wilderness）
  - 《南極穿越》（Antarctic Crossing）
  - 《隱藏的世界》（The Hidden World）
  - 《精神護理》（Psychiatric Nursing）
- 1959 - 《塞倫加蒂不該喪命》（Serengeti Shall Not Die）
  - 《太空競賽（英语：The Race for Space (film)）》（The Race for Space）

## 1960年代
- 1960 - 《飛馬》（The Horse with the Flying Tail）
  - 《天堂的叛逆者》（Rebel in Paradise）
- 1961 - 《天堂在上，污泥在下（英语：Sky Above and Mud Beneath）》（Le Ciel et la boue/Sky Above and Mud Beneath）
  - 《奧林匹克大賽（英语：The Grand Olympics）》（La grande olimpiade/The Grand Olympics）
- 1962 - 《黑狐：希特勒》（Black Fox: The Rise and Fall of Adolf Hitler）
  - 《阿爾沃拉達（英语：Alvorada (film)）》（Alvorada）
- 1963 - 《罗伯特·弗罗斯特：一位与众人争吵的情人》（Robert Frost: A Lover's Quarrel With the World）
  - 《链接与链条（英语：The Link and the Chain）》（Le Maillon et la chaîne/The Link and the Chain）
  - 《美國人來了（英语：The Yanks Are Coming (1963 film)）》（The Yanks Are Coming）
- 1964 - 《沒有太陽的世界》（Le Monde sans soleil/World Without Sun）
  - 《最佳時光（英语：The Finest Hours (1964 film)）》（The Finest Hours）
  - 《十一月的四日》（Four Days in November）
  - 《在荷蘭的人們》（The Human Dutch）
  - 《1914-18》（14-18）
- 1965 - 《埃莉诺·罗斯福的故事》（The Eleanor Roosevelt Story）
  - 《突出部之役...勇敢的步槍》（The Battle of the Bulge... The Brave Rifles）
  - 《福斯公路橋》（The Forth Road Bridge）
  - 《以色列的故事》（Let My People Go: The Story of Israel）
  - 《在馬德里陣亡》（Mourir à Madrid/To Die in Madrid）
- 1966 - 《戰爭遊戲》（The War Game）
  - 《天才的臉孔》（The Face of a Genius）
  - 《加拿大直升機》（Helicopter Canada）
  - 《超級大家族》（The Really Big Family）
  - 《火山禁區》（Le Volcan interdit）
- 1967 - 《安德森小分隊》（The Anderson Platoon）
  - 《紐波特音樂節（英语：Festival (1967 film)）》（Festival）
  - 《農家收割（英语：Harvest (1967 film)）》（Harvest）
  - 《愛德華八世的故事》（A King's Story）
  - 《燃燒的時光》（A Time for Burning）
- 1968[1]- 《自己的歷程》（Journey into Self）
  - 《關於糧食問題的幾個備註》（A Few Notes on Our Food Problem）
  - 《傳奇拳擊手》（Legendary Champions）
  - 《各種聲音（英语：Other Voices (1970 film)）》（Other Voices）
- 1969 - 《阿圖.魯賓斯坦，對生活的熱愛》（Arthur Rubinstein – The Love of Life）
  - 《在開挖之前》（Before the Mountain Was Moved）
  - 《深陷鏖戰》（In the Year of the Pig）
  - 《墨西哥奧運》（The Olympics in Mexico）
  - 《狼人》（The Wolf Men）

## 1970年代
- 1970 - 《伍茲塔克（英语：Woodstock (film)）》（Woodstock）
  - 《諸神的戰車（英语：Chariots of the Gods (film)）》（Chariots of the Gods）
  - 《拳擊手傑克強森（英语：Jack Johnson (film)）》（Jack Johnson）
  - 《金恩：蒙哥馬利到曼非斯》（King: A Filmed Record... Montgomery to Memphis）
  - 《與自然告別（英语：Say Goodbye (film)）》（Say Goodbye）
- 1971 - 《生物奇觀》（The Hellstrom Chronicle）
  - 《阿拉斯加荒野湖》（Alaska Wilderness Lake）
  - 《在每個星期天》（On Any Sunday）
  - 《拉號探險記（英语：Ra (1972 film)）》（Ra）
  - 《悲傷與遺憾》（The Sorrow and the Pity）
- 1972 - 《瑪喬》（Marjoe）
  - 《猿與超猿》（Ape and Super-Ape）
  - 《麥爾坎X（英语：Malcolm X (1972 film)）》（Malcolm X）
  - 《曼森（英语：Manson (film)）》（Manson）
  - 《無聲的革命（英语：The Silent Revolution (1972 film)）》（The Silent Revolution）
- 1973 - 《伟大的美国牛仔》（The Great American Cowboy）
  - 《永遠是個新開始》（Always a New Beginning）
  - 《極限旅程》（Journey to the Outer Limits）
  - 《柏林之戰（英语：Battle of Berlin (film)）》（Battle of Berlin）
  - 《火之壁》（Walls of Fire）
- 1974 - 《心靈與智慧（英语：Hearts and Minds (film)）》（Hearts and Minds）
  - 《安東尼婭：女人肖像》（Antonia: A Portrait of the Woman）
  - 《挑戰...向現代藝術致敬》（The Challenge... A Tribute to Modern Art）
  - 《第81次打擊》（The 81st Blow）
  - 《野性與勇者》（The Wild and the Brave）
- 1975 - 《滑下珠峰的男人》（The Man Who Skied Down Everest）
  - 《加州帝國》（The California Reich）
  - 《為生命而戰》（Fighting for Our Lives）
  - 《人類：不可思議的機器》（Man: The Incredible Machine）
  - 《另一半天空：中國回憶》（The Other Half of the Sky: A China Memoir）
- 1976 - 《美國哈倫郡》（Harlan County, USA）
  - 《好萊塢審判》（Hollywood on Trial）
  - 《極限邊緣》（Off the Edge）
  - 《風的子民》（People of the Wind）
  - 《火山：關於馬爾科姆·勞瑞的生死調查》（Volcano: An Inquiry Into the Life and Death of Malcolm Lowry）
- 1977 - 《博尔兹一家的19个孩子》（Who Are the DeBolts? And Where Did They Get Nineteen Kids?）
  - 《劇院街的孩子們》（The Children of Theatre Street）
  - 《皇家兄弟馬戲團》（High Grass Circus）
  - 《向夏加爾致敬：愛的顏色》（Homage to Chagall: The Colours of Love）
  - 《工會女僕》（Union Maids）
- 1978 - 《恐怖監獄》（Scared Straight!）
  - 《神秘的黏土城堡》（Mysterious Castles of Clay）
  - 《郝倪》（Raoni）
  - 《情人的風（英语：The Lovers' Wind）》（Le vent des amoureux/The Lovers' Wind）
  - 《背著孩子扛著旗子：婦女緊急大隊的故事》（With Babies and Banners: Story of the Women's Emergency Brigade）
- 1979 - 《乖男孩（英语：Best Boy (film)）》（Best Boy）
  - 《風中的一代》（Generation on the Wind）
  - 《遠行（英语：Going the Distance (1979 film)）》（Going the Distance）
  - 《大地之死（英语：The Killing Ground (film)）》（The Killing Ground）
  - 《自家戰爭（英语：The War at Home (1979 film)）》（The War at Home）

## 1980年代
- 1980 - 《从毛泽东到莫扎特：艾薩克·斯特恩在中國》（From Mao to Mozart: Isaac Stern in China）
  - 《艾吉》（Agee）
  - 《三位一體核試驗之後》（The Day After Trinity）
  - 《勇闖前線（英语：Front Line (film)）》（Front Line）
  - 《黃星：1933-45年歐洲對猶太人的迫害》（The Yellow Star – The Persecution of the Jews in Europe 1933-45）
- 1981 - 《滅絕大屠殺（英语：Genocide (1981 film)）》（Genocide）
  - 《逆風而行：古巴奧德賽》（Against Wind and Tide: A Cuban Odyssey）
  - 《布魯克林大橋（英语：Brooklyn Bridge (film)）》（Brooklyn Bridge）
  - 《午夜前的八分鐘：海倫·寇蒂卡》（Eight Minutes to Midnight: A Portrait of Dr. Helen Caldicott）
  - 《薩爾瓦多：另一個越南》（El Salvador: Another Vietnam）
- 1982 - 《失蹤兒童》（Just Another Missing Kid）
  - 《斧頭之後》（After the Axe）
  - 《班的磨坊》（Ben's Mill）
  - 《我們喝的水裡》（In Our Water）
  - 《演繹吉賽爾》（A Portrait of Giselle）
- 1983 - 《他讓我感到像在跳舞》（He Makes Me Feel Like Dancin'）
  - 《黑暗的孩子》（Children of Darkness）
  - 《第一次接觸（英语：First Contact (1983 film)）》（First Contact）
  - 《武器職業（英语：The Profession of Arms (1983 film)）》（The Profession of Arms）
  - 《看見紅色（英语：Seeing Red (1983 film)）》（Seeing Red）
- 1984 - 《哈维·米尔克的时代》（The Times of Harvey Milk）
  - 《高中（英语：High Schools (film)）》（High Schools）
  - 《以人民的名義（英语：In the Name of the People (1985 film)）》（In the Name of the People）
  - 《瑪琳娜（英语：Marlene (1984 film)）》（Marlene）
  - 《遊蕩街頭（英语：Streetwise (1984 film)）》（Streetwise）
- 1985 - 《破碎的彩虹（英语：Broken Rainbow (film)）》（Broken Rainbow）
  - 《五月廣場母親（英语：The Mothers of Plaza de Mayo）》（Las Madres de la Plaza de Mayo/The Mothers of Plaza de Mayo）
  - 《隱藏的士兵》（Soldiers in Hiding）
  - 《自由女神（英语：The Statue of Liberty (film)）》（The Statue of Liberty）
  - 《未竟志業（英语：Unfinished Business (1985 American film)）》（Unfinished Business）
- 1986 - 《亞提蕭：时间是你的全部》（Artie Shaw: Time Is All You've Got） 和 《在美國潦倒》（Down and Out in America）
  - 《智利：何時才能結束（英语：Chile: When Will It End?）》（Chile: Hasta Cuando?/Chile: When Will It End?）
  - 《以撒·巴什維斯·辛格的美國之旅》（Isaac in America: A Journey with Isaac Bashevis Singer）
  - 《見證種族隔離》（Witness to Apartheid）
- 1987 - 《十年午餐：阿爾岡昆圓桌會議的智慧與傳奇》（The Ten-Year Lunch: The Wit and Legend of the Algonquin Round Table）
  - 《專注獎品：美國民權之路》（Eyes on the Prize）
  - 《地獄烈焰：廣島旅途》（Hellfire: A Journey from Hiroshima）
  - 《比基尼電台》（Radio Bikini）
  - 《為時代縫補》（A Stitch for Time）
- 1988 - 《終點酒店：克勞斯·巴比的生活和時代》（Hôtel Terminus: The Life and Times of Klaus Barbie）
  - 《理性的吶喊：拜爾斯·諾德，一個敢於表達的非洲人》（The Cry of Reason: Beyers Naude – An Afrikaner Speaks Out）
  - 《讓我們一起迷失（英语：Let's Get Lost (1988 film)）》（Let's Get Lost）
  - 《遵守承諾（英语：Promises to Keep (film)）》（Promises to Keep）
  - 《誰殺了陳果仁》（Who Killed Vincent Chin?）
- 1989 - 《人人手中線：愛滋被單的故事》（Common Threads: Stories from the Quilt）
  - 《亞當·克萊頓·鮑威爾（英语：Adam Clayton Powell (film)）》（Adam Clayton Powell）
  - 《裂解美國：被包圍的國家》（Crack USA: County Under Siege）
  - 《為了全人類（英语：For All Mankind (film)）》（For All Mankind）
  - 《超級首席：厄爾·沃倫的生活和遺產》（Super Chief: The Life and Legacy of Earl Warren）

## 1990年代
- 1990 - 《美國夢（英语：American Dream (film)）》（American Dream）
  - 《60年代的柏克萊》（Berkeley in the Sixties）
  - 《製造炸彈》（Building Bombs）
  - 《永遠的行動家：亞伯拉罕·林肯旅退伍軍人的故事》（Forever Activists: Stories from the Veterans of the Abraham Lincoln Brigade）
  - 《沃爾多·沙特：編劇之旅》（Waldo Salt: A Screenwriter's Journey）
- 1991 - 《在星光掩映下》（In the Shadow of the Stars）
  - 《工作中的死亡》（Death on the Job）
  - 《牢獄生活》（Doing Time: Life Inside the Big House）
  - 《不安的良心：1933-1545對希特勒的反抗》（The Restless Conscience: Resistance to Hitler Within Germany 1933-1945）
  - 《荒野保護》（Wild by Law）
- 1992 - 《巴拿馬騙局》（The Panama Deception）
  - 《改變看法：伊夫林·胡克的故事》（Changing Our Minds: The Story of Dr. Evelyn Hooker）
  - 《科威特之火》（Fires of Kuwait）
  - 《解放者：二次世界大戰中的兩條戰線的戰鬥》（The Liberators: Fighting on Two Fronts War II）
  - 《電影音樂作曲家：伯納德·赫爾曼》（Music for the Movies: Bernard Herrmann）
- 1993 - 《我是承諾：斯坦頓小學的孩子們》（I Am a Promise: The Children of Stanton Elementary School）
  - 《彼得博士的廣播錄音帶》（The Broadcast Tapes of Dr. Peter）
  - 《命運之子：在西西里家庭的生與死》（Children of Fate: Life and Death in a Sicilian Family）
  - 《無論好壞（英语：For Better or For Worse (1993 film)）》（For Better or For Worse）
  - 《戰略室》（The War Room）
- 1994 - 《林瓔：強烈而清晰的洞察力》（Maya Lin: A Strong Clear Vision）
  - 《一個乖女兒的抱怨》（Complaints of a Dutiful Daughter）
  - 《銘記諾曼第登陸》（D-Day Remembered）
  - 《我心自由》（Freedom on My Mind）
  - 《哈林區的美好一天（英语：A Great Day in Harlem (film)）》（A Great Day in Harlem）
- 1995 - 《安妮·弗蘭克記得》（Anne Frank Remembered）
  - 《大國民之戰》（The Battle Over Citizen Kane）
  - 《漢克·阿倫：追逐夢想》（Hank Aaron: Chasing the Dream）
  - 《小奇蹟》（Small Wonders）
  - 《惱人的小溪：中西部》（Troublesome Creek: A Midwestern）
- 1996 - 《當我們成為國王》（When We Were Kings）
  - 《線條之王：阿爾·赫希菲爾德的故事》（The Line King: The Al Hirschfeld Story）
  - 《曼德拉（英语：Mandela (1996 film)）》（Mandela）
  - 《蘇珊·法瑞爾：難以捉摸的繆斯》（Suzanne Farrell: Elusive Muse）
  - 《實話實說：喬治·賽爾德斯和美國新聞》（Tell the Truth and Run: George Seldes and the American Press）
- 1997 - 《遙遙歸鄉路（英语：The Long Way Home (1997 film)）》（The Long Way Home）
  - 《艾茵·蘭德：一種生命感》（Ayn Rand: A Sense of Life）
  - 《色彩直衝而上》（Colors Straight Up）
  - 《四個小女孩》（4 Little Girls）
  - 《韋科慘案：交戰守則》（Waco: The Rules of Engagement）
- 1998 - 《最後的日子》（The Last Days）
  - 《造舞者》（Dancemaker）
  - 《農場：美國安哥拉》（The Farm: Angola, USA）
  - 《萊尼·布魯斯：發誓說真話》（Lenny Bruce: Swear to Tell the Truth）
  - 《遺憾告知》（Regret to Inform）
- 1999 - 《九月的某一天》（One Day in September）
  - 《樂士浮生錄》（Buena Vista Social Club）
  - 《成吉思汗蓝调》（Genghis Blues）
  - 《拳击少年（英语：On the Ropes (1999 film)）》（On the Ropes）
  - 《用琴弦说话》（Speaking in Strings）

## 2000年代
- 2000: 《戰爭存亡錄》（Into the Arms of Strangers: Stories of the Kindertransport） 
  - 《遺產（英语：Legacy (2000 film)）》（Legacy）
  - 《長夜入日行》（Long Night's Journey into Day）
  - 《斯科茨伯勒：美國的悲劇》（Scottsboro: An American Tragedy）
  - 《無聲的吶喊（英语：Sound and Fury (film)）》（Sound and Fury）
- 2001: 《週日早晨謀殺》（Murder on a Sunday Morning）
  - 《地下孩童》（Children Underground）
  - 《棉花傳統》（LaLee's Kin: The Legacy of Cotton）
  - 《美麗天堂（英语：Promises (film)）》（Promises）
  - 《戰地攝影師》（War Photographer）
- 2002: 《科伦拜校园事件》（Bowling for Columbine）
  - 《美國女兒越南媽媽（英语：Daughter from Danang）》（Daughter from Đà Nẵng）
  - 《天堂之囚（英语：Prisoner of Paradise (2002 film)）》（Prisoner of Paradise）
  - 《拼字比賽（英语：Spellbound (2002 film)）》（Spellbound）
  - （Le Peuple Migrateur）
- 2003: 《戰爭迷霧》（The Fog of War）
  - 《古巴漂移者（英语：Balseros (film)）》（Balseros）
  - 《追捕弗雷德曼家族》（Capturing the Friedmans）
  - 《我的建築師：尋父之旅》（My Architect: A Son's Journey）
  - （The Weather Underground）
- 2004: （Born into Brothels: Calcutta's Red Light Kids）
  - （Ингэн нулимс）
  - （Super Size Me）
  - 《風華再現》（Tupac: Resurrection）
  - 《信仰的扭曲》（Twist of Faith）
- 2005: 《企鵝寶貝：南極的旅程》（La Marche de l'Empereur）
  - 《達爾文的噩夢》（Darwin's Nightmare）
  - （Enron: The Smartest Guys in the Room）
  - 《輪椅上的競技（英语：Murderball (film)）》（Murderball）
  - 《街頭競選（英语：Street Fight (film)）》（Street Fight）
- 2006: 《不願面對的真相》（An Inconvenient Truth）
  - 《大急救（英语：Deliver Us from Evil (2006 film)）》（Deliver Us from Evil）
  - 《伊拉克碎片》（Iraq in Fragments）
  - 《基督營》（Jesus Camp）
  - 《伊拉克，我的祖國》（My Country, My Country）
- 2007: (Taxi to the Dark Side)
  - （No End in Sight）
  -  （Operation Homecoming: Writing the Wartime Experience）
  - 《健保真要命》(Sicko)
  - 《烏干達天空下（英语：War/Dance）》(War Dance)
- 2008: 《偷天鋼索人》(Man on Wire)
  - 《背叛》(The Betrayal – Nerakhoon)
  - (Encounters at the End of the World)
  - 《花園（英语：The Garden (2008 film)）》(The Garden)
  - (Trouble the Water)
- 2009：《血色海灣》(The Cove)
  - 《缅甸起义：看不到的真相》(Burma VJ: Reporting from a Closed Country)
  - 《美味代價》（Food, Inc.）
  - (The Most Dangerous Man in America: Daniel Ellsberg and the Pentagon Papers)
  - 《哪裡是回家的路》(Which Way Home)

## 2010年代
- 2010：《幕後黑手》（Inside Job）
  - 《畫廊外的天賦》（Exit Through the Gift Shop）
  - （Gasland）
  - （Restrepo）
  - （Waste Land）
- 2011： 《不敗戰神（英语：Undefeated (2011 film)）》 （Undefeated）
  - （Hell and Back Again）
  - 《如果樹倒下：一個地球解放陣線的故事》（If a Tree Falls: A Story of the Earth Liberation Front）
  - 《失樂園3：煉獄》（Paradise Lost 3: Purgatory）
  - 《碧娜鮑許（英语：Pina (film)）》（Pina）
- 2012：《尋找甜秘客》（Searching for Sugar Man）
  - （5 Broken Cameras）
  - 《守門人（英语：The Gatekeepers (documentary film)）》（The Gatekeepers）
  - （How to Survive a Plague）
  - （The Invisible War）
- 2013：（20 Feet from Stardom）
  - 《殺人一舉》（The Act of Killing）
  - 《小可愛與拳擊手》（Cutie and the Boxer）
  - 《骯髒戰爭》（Dirty Wars）
  - 《廣場》（The Square）
- 2014：《第四公民》（Citizenfour）
  - 《尋秘街拍客》（Finding Vivian Maier）
  - 《在越南最後的日子》（Last Days in Vietnam）
  - 《薩爾加多的凝視（英语：The Salt of the Earth (2014 film)）》（The Salt of the Earth）
  - 《維龍加》（Virunga）
- 2015：（Amy）
  - 《毒枭帝国》（Cartel Land）
  - 《沉默一瞬》（The Look of Silence）
  - 《妮娜西蒙：女伶的靈魂》（What Happened, Miss Simone?）
  - 《凛冬烈火：乌克兰为自由而战》（Winter on Fire: Ukraine's Fight for Freedom）
- 2016：《辛普森：美國製造》（O.J.: Made in America）
  - 《海上焰火》（Fire at Sea）
  - （I Am Not Your Negro）
  - 《消失的男孩》（Life, Animated）
  - 《第十三修正案（英语：13th (film)）》（13th）
- 2017：《伊卡洛斯》（Icarus）
  - 《國寶銀行：小到可以進監獄》（Abacus: Small Enough to Jail）
  - 《终守阿勒波》（Last Men in Aleppo）
  - 《最酷的旅伴》（Faces Places）
  - 《堅強之島（德语：Strong Island (Film)）》（Strong Island）
- 2018：《赤手登峰》（Free Solo）
  - 《黑尔郡的日与夜》（Hale County This Morning, This Evening）
  - 《滑板少年》（Minding the Gap）
  - 《恐怖分子的孩子》（Of Fathers and Sons）
  - 《RBG：不恐龍大法官》（RBG）
- 2019：《美國工廠》（American Factory）
  - 《親愛的莎瑪（英语：For Sama）》（من أجل سما‎）
  - 《大地蜜語》（Медена земја）
  - 《洞穴里的醫院（英语：The Cave (2019 Syrian film)）》（الكهف）
  - 《民主的邊緣（英语：The Edge of Democracy）》（Democracia em Vertigem）

## 2020年代
- 2020/21：《我的章鱼老师》（My Octopus Teacher）
  - 《集体》（Colectiv）
  - 《希望之夏：身心障礙革命》（Crip Camp）
  - 《名侦探赛大爷》（El agente topo）
  - （Time）
- 2021：《夏日之魂》（Summer of Soul）
  - 《登楼叹》（Ascension）
  - 《阿蒂卡監獄事件（英语：Attica (2021 film)）》（Attica）
  - 《漂浪人生》（Flugt）
  - 《焰火書寫》（Writing with Fire）
- 2022：《納瓦尼事件簿》（Navalny）
  - 《在牠們的凝視之間》（All That Breathes）
  - 《美人们与流血事件》（All the Beauty and the Bloodshed）
  - 《火山摯戀》（Fire of Love）
  - 《碎片之家》（A House Made of Splinters）
- 2023：《战场日记》（20 Days in Mariupol）
  - 《柏比‧瓦恩：街头总统》（Bobi Wine: Ghetto President）
  - 《永恆的記憶》（The Eternal Memory）
  - 《奧勒法的女兒們（英语：Four Daughters (2023 film)）》（Four Daughters）
  - 《屠虎》（To Kill a Tiger）
- 2024：《唯一的家园》 （No Other Land）
  - 《黑箱日记》（Black Box Diaries）
  - 《瓷器战争》 （Porcelain War）
  - 《政变的配乐》（Soundtrack to a Coup d'Etat）
  - 《加拿大原住民之殤（英语：Sugarcane (film)）》（Sugarcane）

## 曾入圍或提名其他獎項的紀錄片
雖然奧斯卡官方規則並未限定紀錄片不得參與其他獎項，但由於紀錄片屬非虛構的特性使其無法入圍演技獎、服裝設計獎、藝術指導獎等獎項，到目前為止也尚未有紀錄片入圍最佳影片獎或最佳導演獎。唯一一部曾入圍最佳原創劇本獎的紀錄片是1950年《沈默的人》（亦入圍最佳紀錄片）。
早在紀錄片正式成為奧斯卡專獎之前，紀錄片《南极探险》就曾在1930年第3屆奧斯卡上獲頒最佳攝影獎，也是第一部入圍及獲頒奧斯卡獎的紀錄片。而《伍茲塔克》(1971)不僅曾獲頒最佳紀錄片，也是第一部入圍最佳影片剪輯獎和最佳音效獎的紀錄片。1994年的紀錄片《篮球梦》也曾入圍最佳影片剪輯，但卻未入圍當年的最佳紀錄片。
2019年入圍最佳紀錄片的《大地蜜語》則是第一部入圍最佳外語片獎的紀錄片（出品國為北馬其頓），而隔年由羅馬尼亞出品的《集体》也再次入圍了最佳紀錄片和最佳外語片。2008年由以色列出品的《和巴什尔跳华尔兹》是第一部以動畫方式呈現的紀錄片，也曾入圍當年度最佳外語片，但並未入圍最佳紀錄片。2021年由丹麥出品的《漂浪人生》則是第一部入圍最佳紀錄片、最佳動畫片和最佳國際影片（舊稱外語片）的電影。
至今有八部紀錄片曾入圍最佳原創歌曲獎：
- 《世界残酷秘史》(1964)—「More」• 曲：里茲·歐特拉尼 和 尼諾·奧利維羅（英语：Nino Oliviero） • 词：諾曼·紐維爾（英语：Norman Newell）
- 《不願面對的真相》(2008)—「I Need to Wake Up」词曲：梅莉莎·埃瑟里奇（獲獎）
- 《逐冰之旅（英语：Chasing Ice）》(2012)—「Before My Time」• 词曲：J·拉尔夫（英语：J. Ralph）
- 《格倫·坎貝爾：我還是我（英语：Glen Campbell: I'll Be Me）》(2014)—「I'm Not Gonna Miss You」• 词曲：格倫·坎貝爾 和 朱利安·雷蒙（英语：Julian Raymond）
- 《競速滅絕（英语：Racing Extinction）》(2015)—「Manta Ray」 • 词曲：J·雷夫（英语：J. Ralph） 和 安諾尼（英语：Anohni）
- 《狩猎场》(2015)—「Til It Happens to You」 • 词曲：女神卡卡與戴安娜·沃倫
- 《吉姆：詹姆斯·弗利传（英语：Jim: The James Foley Story）》(2016)—「The Empty Chair」 • 词曲：J·雷夫（英语：J. Ralph） 和 史汀
- 《RBG：不恐龍大法官》(2018)—「I'll Fight」• 詞曲：戴安娜·沃倫

另外，有五位曾參與紀錄片製作的電影工作工作者曾獲頒奧斯卡榮譽獎：彼得·施密特、威廉·亨德里克斯、D.A.潘尼貝克、弗雷德里克·怀斯曼和安妮·華達。

## 参照
- . Academy of Motion Picture Arts and Sciences.   [2010-02-12]. （原始内容存档于2010-03-09）.

1. ↑  本屆典禮揭曉的獲獎電影原為《美國青年》,但一個月後卻發現此部影片上映日期已違反當屆入圍資格所訂區間，故將得獎資格撤銷，改由第二高票電影《自己的歷程》遞補獲獎
2. ↑  . Oscars.org | Academy of Motion Picture Arts and Sciences. 2014-07-28  [2020-01-30]. （原始内容存档于2020-01-08） （英语）.
3. ↑  . catalog.afi.com. American Film Institute.   [27 June 2018]. （原始内容存档于2022-06-08）.
4. ↑  .   [2022-06-08]. （原始内容存档于2019-05-02）.
5. ↑  .   [2022-06-08]. （原始内容存档于2014-10-06）.
6. ↑  Martinelli, Marissa. . Slate Magazine. 2020-01-13  [2020-01-30]. （原始内容存档于2020-01-22） （英语）.
7. ↑  .   [2022-06-08]. （原始内容存档于2021-03-15）.
8. ↑  .   [2022-06-08]. （原始内容存档于2018-04-17）.
9. ↑  Sheehan, Paul. . GoldDerby. 2018-09-06  [2020-02-02]. （原始内容存档于2022-03-30） （美国英语）.